# Subnormismo
Subnormismo (종북주의) o Jongbuk en coreano, es un término crítico para evaluar a personas que evalúan de positivamente el Partido del Trabajo de Corea, la idea Juche o a Corea del Norte.

## Inicio del uso del término
El 30 de noviembre de 2001, el miembro del Partido Laborista Democrático, Hwang Kwang-woo y otros publicaron un artículo en la revista del Partido Laborista Democrático y en la página de Internet, "Siete preguntas para los camaradas del Partido Laborista", y preguntaron: "¿Es el Partido de los Trabajadores enemigo del Partido Laborista? El 11 de diciembre, el Partido Socialista Coreano se opuso a todo tipo de terrorismo y guerra y refutó que "liderar a la clase obrera surcoreana y atacar a Corea del Norte y derrotar al Partido de los Trabajadores de Corea pertenece a la categoría de guerra entre naciones". afirmación de que “me opongo absolutamente a la unificación a través de la cual se lleva a cabo la perspectiva social de Corea”, y se argumenta que el Partido Socialista utilizó la palabra “jongbuk” para distinguirlo de “pro-Corea del Norte”.
Por otro lado, Shin Seok-joon, un exrepresentante del Partido Socialista, que fue portavoz del partido en 2001, dijo que no eran la ayuda del "largo plazo del Norte". Dijo: “En 2001, cuando anunciamos la línea anticapitalista-anti-coreana del Partido de los Trabajadores, el Partido Laborista Democrático lo llamó“ el seguidor del Partido de los Trabajadores de Corea ”. Sin embargo, recuerdo que nunca usé la expresión "jongbuk" directamente". Significa que la palabra "jongbuk" surgió en el proceso de resumir sus palabras. Shin explicó que hay una razón y un contexto en el que la palabra "jongbuk" se planteó dentro de las artes liberales. En 2001, el Partido Socialista criticó al Partido Demócrata de los Trabajadores como "las siguientes fuerzas del Partido de los Trabajadores de Corea", citando el hecho de que el Partido Laborista Democrático visitó Corea del Norte para llevar a cabo acciones controvertidas, y que no hubo críticas de Corea del Norte. movimiento de desarrollo nuclear. Los miembros del Partido Socialista piensan que no tiene sentido que los conservadores ignoren la intención original de resolver el sesgo norcoreano en curso y etiqueten a las fuerzas opuestas como "el progreso es la ayuda del mandato norcoreano".

## Argumento
En el caso de la asociación de un solo corazón de 2006, se reveló que algunos funcionarios del partido del Partido Laborista Democrático estaban involucrados. Posteriormente, la línea Democrática Popular (PD) dentro del Partido Laborista Democrático exigió la expulsión de los funcionarios relacionados con el incidente, pero no fue aceptada. Seung-soo Cho, afiliado al PD, descartó la línea de Liberación Nacional (NL) del Partido Laborista Democrático como "Subnormismo secundario", y luego se retiró primero en febrero de 2008. Después de eso, Roh Hoe-chan y Shim Sang-do fueron eliminados y se fundó el Nuevo Partido Progresista.
Posteriormente, en mayo de 2012, después de que finalizaran las 19 elecciones generales, estalló la injusta competencia del Partido Progresista Unificado. Cada medio informó que los miembros de la Unión del Este de Gyeonggi en el Partido Tongjin tendían a estar subordinados a Corea del Norte y que estaban relacionados con las primarias desfavorables. Desde entonces, grupos cívicos conservadores como la Federación Nacional para la Unificación Nacional Democrática  han pedido la dimisión de los exmiembros del Partido Progresista Unificado como "legisladores de Corea del Norte".